# One (canción de Metallica)
«One» (en español: «Uno») es una canción del grupo musical estadounidense de heavy metal Metallica. Sería lanzada como tercer y último sencillo de su cuarto álbum de estudio, …And Justice for All del año 1988. La canción, escrita por James Hetfield y Lars Ulrich, es una canción contra la guerra basada en la película Johnny Got His Gun (1971), que retrata a un soldado de la Primera Guerra Mundial que se encuentra gravemente herido –con las extremidades voladas por una mina terrestre, ciego e incapaz de hablar o moverse– suplicando a Dios de quitarle la vida, siendo su única esperanza idear una forma de comunicarse con el personal del hospital. En el video musical se sacude en una camilla, señalando en código morse que lo deben matar.
Según la crítica, es una de las obras maestras de este grupo, y también el primer vídeo musical que realizaron. Metallica ganó su primer premio Grammy en 1990 en la categoría «Best Metal Performance» (mejor interpretación de metal) con esta canción.
El solo de esta canción ha sido puesto por los lectores de la revista Guitar World en el puesto número 7 de las listas de los mejores 100 solos como también considerado el séptimo mejor según About.com.

## Concepto y letra
La letra y tema de la canción se basan en la novela de Dalton Trumbo Johnny Got His Gun (Johnny tomó su fusil), hablando sobre un hombre que perdió sus extremidades, vista, oído y voz en la explosión de una mina terrestre en la Primera Guerra Mundial. Este despierta en una camilla médica y conectado a máquinas que lo mantienen vivo. Al principio de la canción, su protagonista cree experimentar un sueño. Dándose cuenta de que se encuentra en la realidad, y al resultar su cuerpo «una barrera que no le permite moverse» («trapped in myself»), expresa su deseo de morir.

## Vídeo musical
«One» fue la primera canción de Metallica de la que se creó un videoclip. El mismo, dirigido por Bill Pope y Michael Salomon, debutó en MTV el 22 de enero de 1989. El vídeo está casi enteramente en blanco y negro, y muestra a la banda tocando la canción en un almacén. Se encuentran diálogos y varias escenas de la película de 1971 Johnny Got His Gun, escrita y dirigida por Dalton Trumbo, adaptada de su libro homónimo. Timothy Bottoms puede ser visto participando como Joe Bonham, el personaje principal de la novela.
Tres versiones del vídeo musical de «One» fueron hechas; la primera (la más larga, que corresponde a la versión del álbum) contenía escenas tanto de la banda como de la película. La segunda era simplemente una versión disminuida de la primera y la tercera carecía de las escenas de la película (la canción y el vídeo desaparecen en el último puente en la tercera versión).
Dos de las tres versiones del vídeo musical aparecen en «2 of One», un VHS lanzado el 1 de julio de 1990 y ambas se incluirían nuevamente en «The Videos 1989-2004», un DVD recopilatorio de vídeos musicales de 2006 de la banda.
El vídeo musical fue colocado en el lugar 39 del «Rock on the Net: MTV: 100 Greatest Music Videos» y en el número uno del «No. 1 Countdown: Rock and Roll Hall of Fame Special Edition» de Fuse.

## Posiciones en la lista de éxitos
| Lista                     | Posición               |
| ------------------------- | ---------------------- |
| Australian Singles Chart  | 38 en 1989 / 5 en 1994 |
| Dutch Singles Chart       | 3 (en 1994)            |
| New Zealand Singles Chart | 13                     |
| Norwegian Singles Chart   | 4                      |
| España (AFYVE)            | 14                     |
| Swedish Singles Chart     | 3                      |
| Swiss Singles Chart       | 22                     |
| US Billboard Hot 100      | 35                     |
| UK Singles Chart          | 13                     |

## Créditos y personal
- James Hetfield: Voz, guitarra rítmica y guitarra acústica.
- Kirk Hammett: Guitarra líder.
- Jason Newsted: Bajo eléctrico.
- Lars Ulrich: Batería.